# جوني براونلي
جوني براونلي (بالإنجليزية: Jonathan Brownlee) هو تريثلت بريطاني، ولد في 30 أبريل 1990 في ليدز في المملكة المتحدة.

## معرض صور

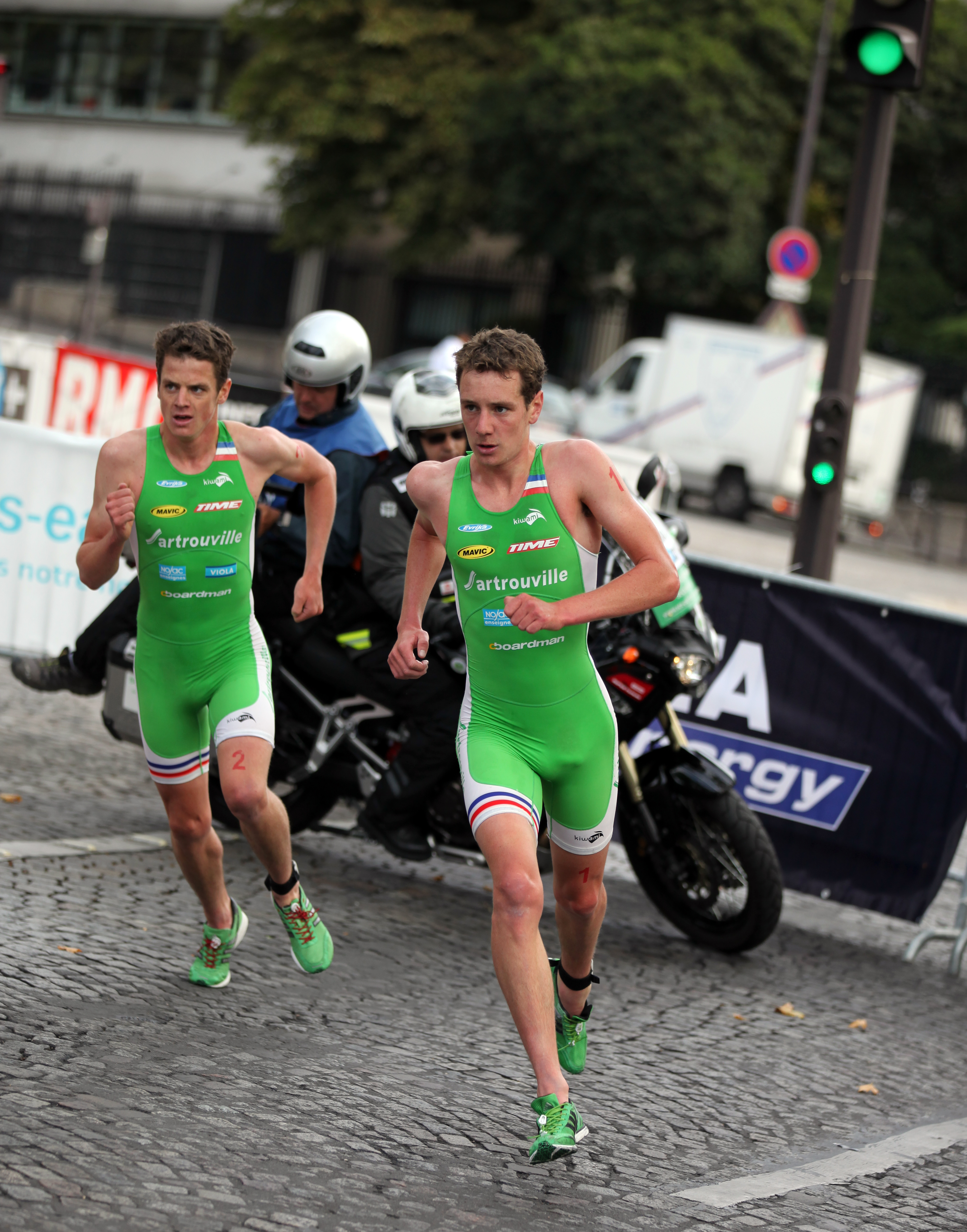
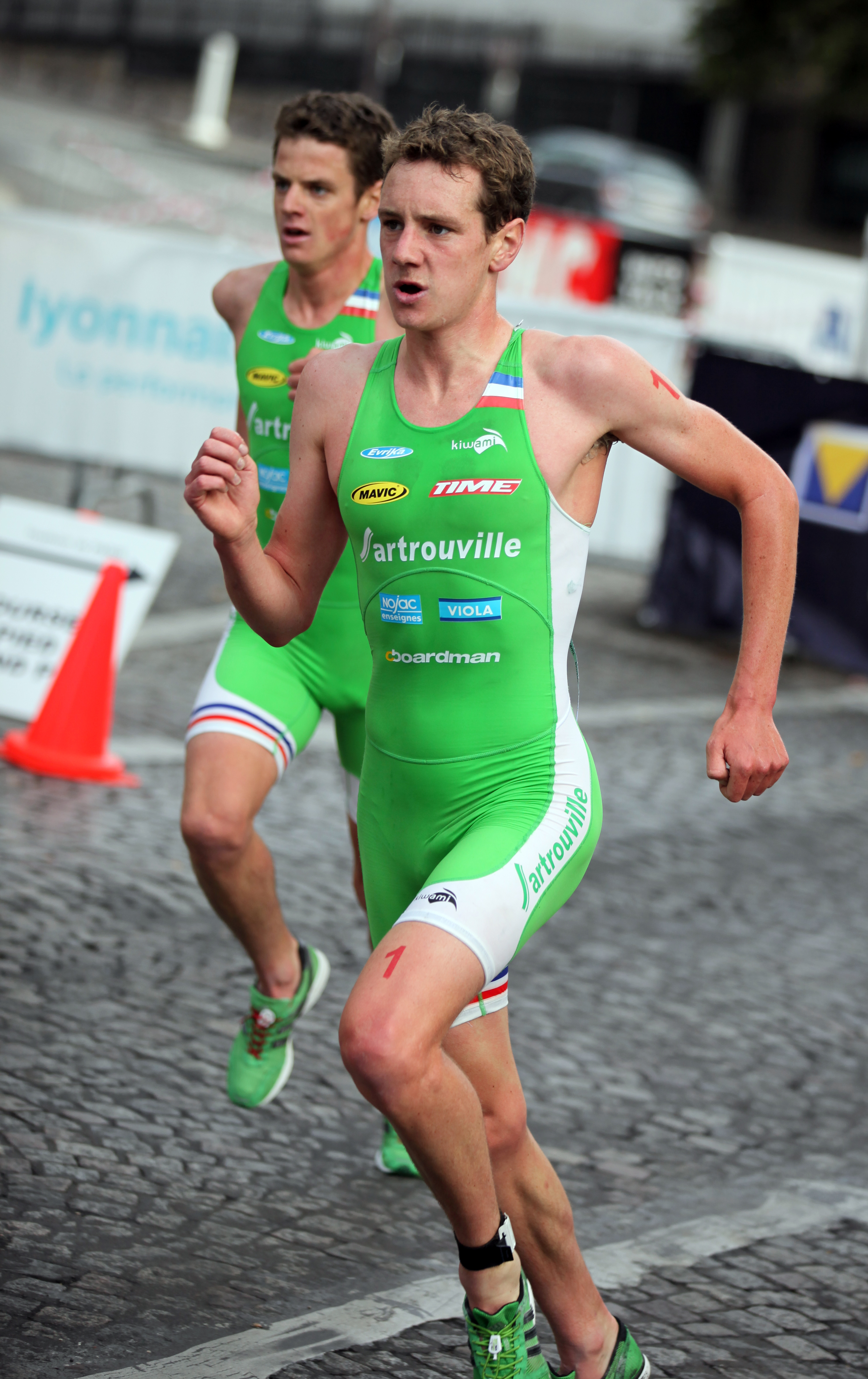
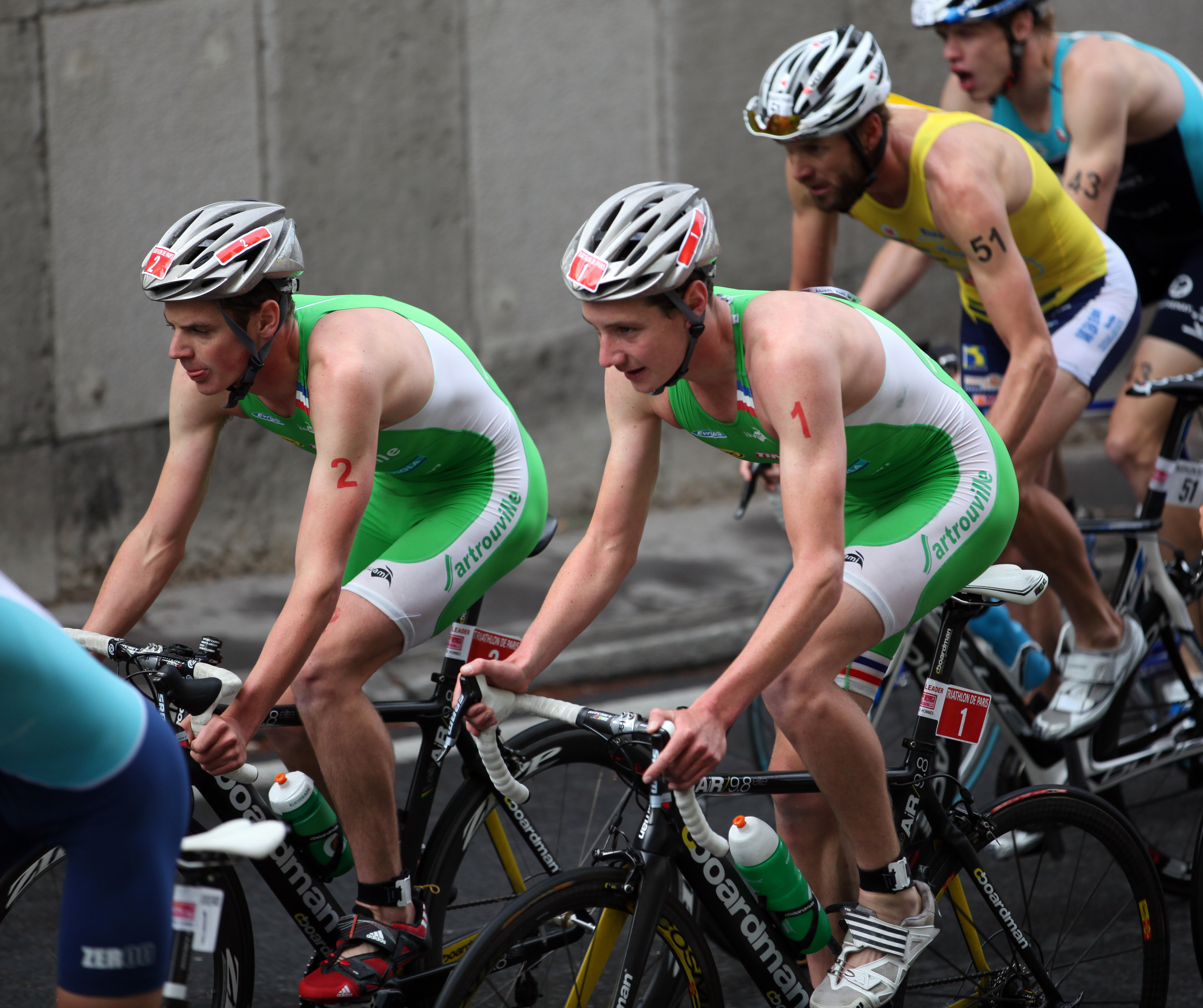
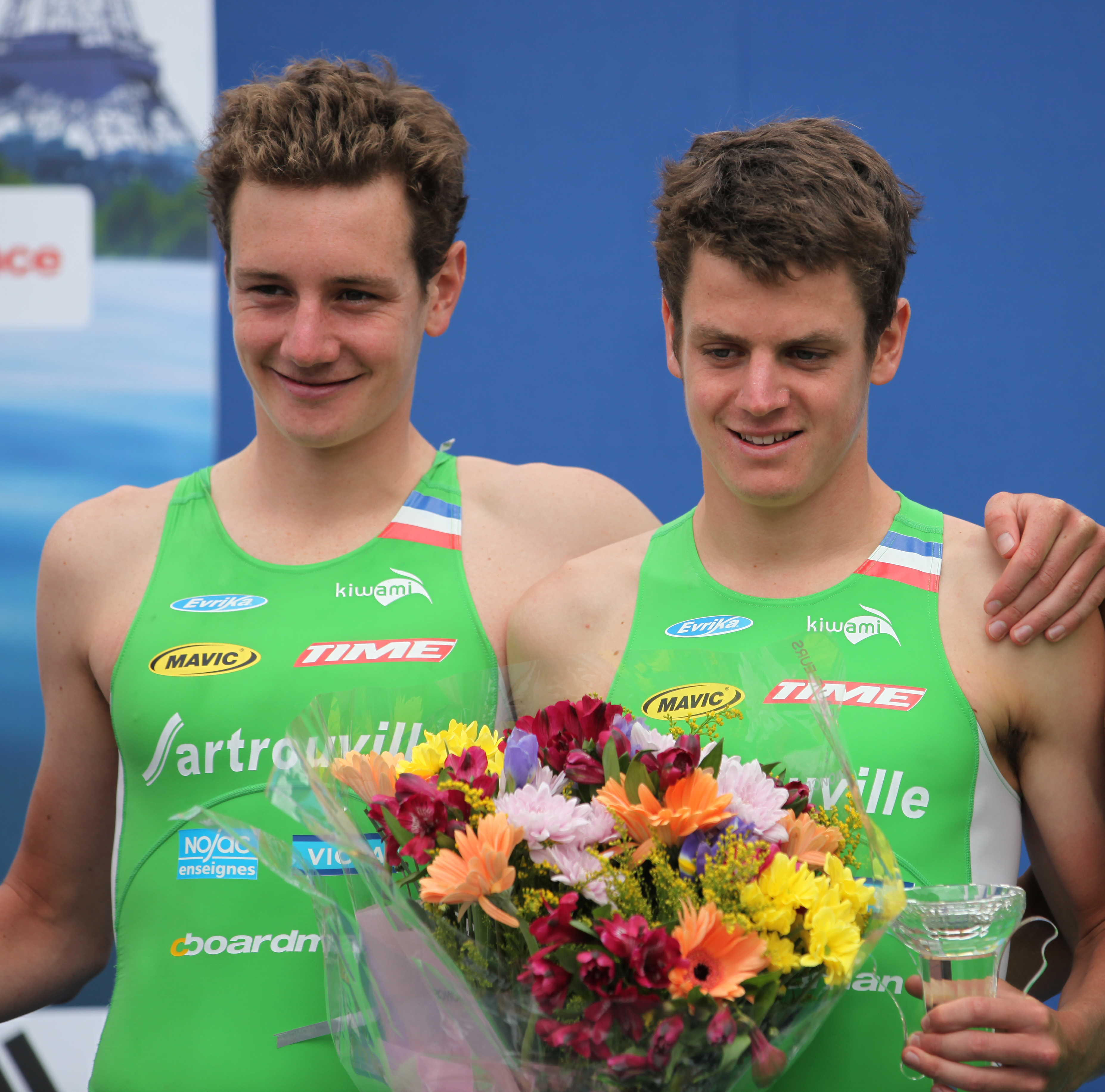
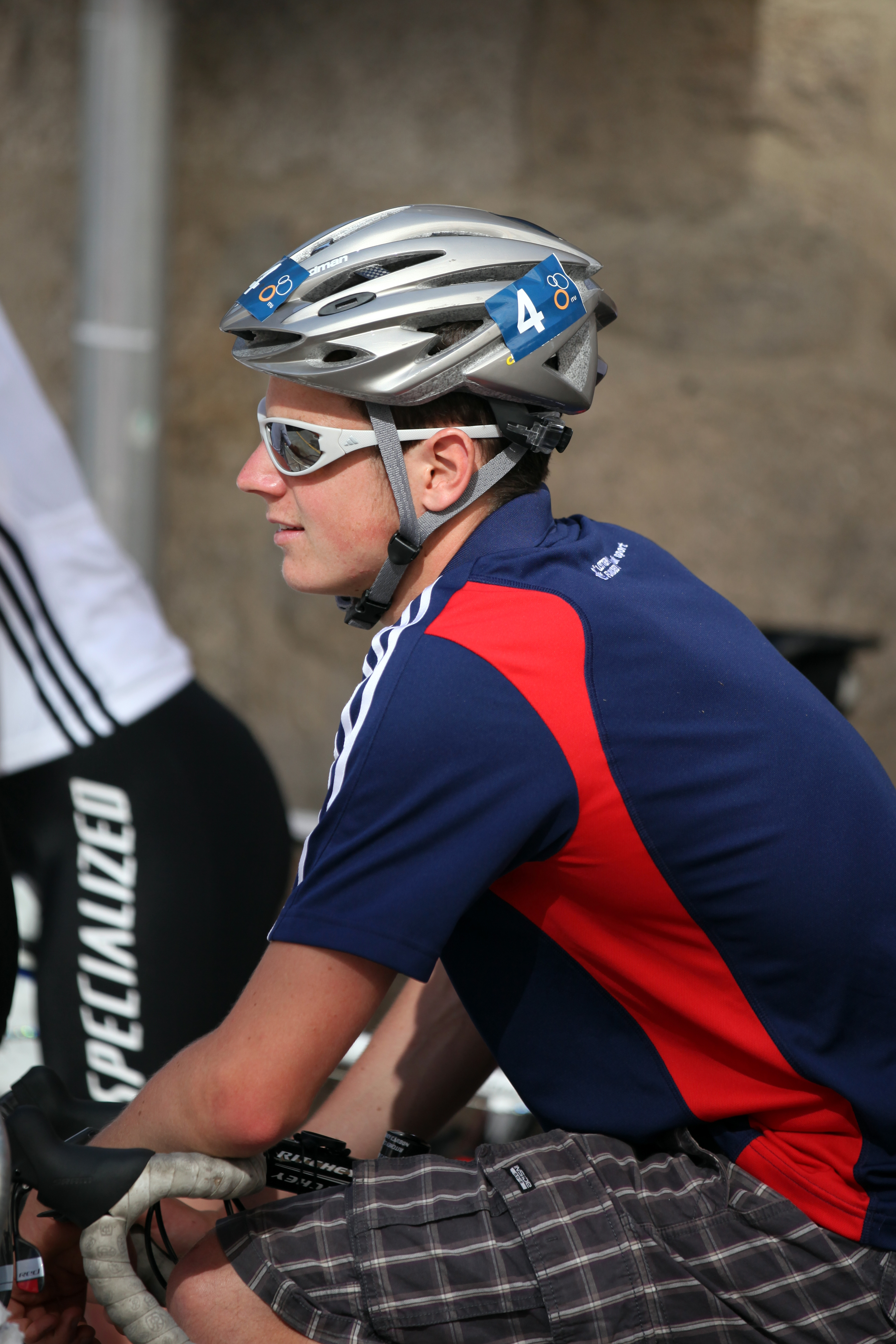

## وصلات خارجية
- جوني براونلي على موقع اتحاد الترياتلون الدولي (الإنجليزية)
- جوني براونلي على موقع IAT Triathlon Database (الإنجليزية)
- جوني براونلي على موقع اللجنة الأولمبية الدولية (الإنجليزية)
- جوني براونلي على موقع أوليمبيديا (الإنجليزية)
- جوني براونلي على موقع اللجنة الأولمبية البريطانية (الإنجليزية)
- جوني براونلي على موقع اتحاد ألعاب الكومنولث (مؤرشف) (الإنجليزية)